# 柳川龍之介
柳川　龍之介（やながわ りゅうのすけ、1991年6月11日 - ）は、宮城県出身のバスケットボール選手である。ポジションはガード/フォワード。

## 来歴
立町サーベルモンキー（ミニバス）・仙台市立第二中学校出身。
2007年、バスケの名門・仙台市立仙台高等学校に進学する。宮城県代表として国体に出場した。
2010年、白鷗大学に進学。2011年大学2年時に関東大学バスケットボール新人戦において準優勝、優秀選手に選ばれている。2013年大学4年時のインカレではベスト6というチーム史上最高位の結果を収めた。オールジャパン2014では兵庫ストークスと対戦し19ポイントを挙げ、兵庫をあと一歩のところまで追い詰めている。
2014年大学卒業後、NBL・広島ドラゴンフライズに入団。この年から新規参入した広島は将来を見据えて大卒選手を多く獲得しており、田中成也・坂田央・北川弘・岡崎修司が同期入団となった。ルーキーながらリーグ48試合に出場するなど主力として活躍し、同チーム初のNBLプレーオフ進出、そして同チーム初のオールジャパン2015決勝進出に貢献した。ただ同シーズン終了後、ルーキーながら1年で契約満了となった。
2015年、地元bjリーグの仙台89ERSと契約する。
2018年オフ、金沢武士団と契約。
2019年オフ、B1の三遠ネオフェニックスと契約
2020年オフ、パスラボ山形ワイヴァンズと契約。

## 記録
| シーズン         | チーム | GP | GS | MPG  | FG%  | 3P%  | FT%  | RPG | APG | SPG | BPG | TO  | PPG |
| ---------------- | ------ | -- | -- | ---- | ---- | ---- | ---- | --- | --- | --- | --- | --- | --- |
| NBL 2014-15      | 広島   | 48 |    | 17.9 | .321 | .295 | .522 | 1.0 | 1.1 | 0.3 | 0.0 | 1.4 | 3.9 |
| bjリーグ 2015-16 | 仙台   |    |    |      |      |      |      |     |     |     |     |     |     |
| B1 2016-17       | 仙台   |    |    |      |      |      |      |     |     |     |     |     |     |